# Manumission
La manumission (du latin manumissĭo : affranchissement) est l'acte d'affranchissement d'un esclave. La manumission avait valeur d'acte juridique durant l'Antiquité romaine, puis dans différents pays européens au Moyen Âge et sous l'Ancien Régime.

## Moyen Âge
Il consistait pour un seigneur envers son serf, un père envers son fils, ou un maître envers son esclave, à poser les deux mains à plat sur la tête de ce dernier, qui se tenait à genoux devant lui, devant témoins. La personne était alors affranchie ou émancipée, et un notaire l'attestait par un document écrit. Dans le monde anglo-saxon, la manumission se faisait sans qu'aucun geste ne soit nécessaire. On pouvait l'accorder par testament. 

## Période contemporaine
Ce mot est parfois utilisé en français pour une période plus récente même si on lui préfère les termes d'affranchissement ou d'émancipation.